# 1985年の阪神タイガース
1985年の阪神タイガースでは、阪神タイガースの1985年シーズンの動向をまとめる。
この年の阪神タイガースは、2回目の吉田義男監督体制の1年目（通算4年目）のシーズンであり、1964年以来、21年ぶり7度目のセントラル・リーグ（セ・リーグ）優勝と、1リーグ時代から約38年ぶり、2リーグ制になってから初となる日本一を達成したシーズンである。

## シーズン開幕まで

### 監督・安藤統男の辞任
前年の1984年9月14日、監督であった安藤統男の続投が発表された。しかし同年10月3日との対中日ドラゴンズ戦（ナゴヤ球場）の試合前に、阪神の掛布雅之と中日の宇野勝の本塁打数が共にリーグトップの37本であったことから、安藤は中日の監督であった山内一弘に勝負するのかを問うと、山内は掛布を敬遠すると返答する。そして3日は掛布と宇野の両者とも全打席敬遠となった。そしてシーズン最終戦となった5日の対中日戦（甲子園球場）においても両者ともに全打席敬遠となって結果的に本塁打王を分け合う形となった。この四球合戦にファンはブーイングを飛ばし、球団事務所には抗議の電話が殺到し、マスコミも批判した。さらに阪神のオーナーであった田中隆造も難色を示していたことを聞いた安藤は、8日の納会で辞任の意向を伝えた。そして3日後に球団から正式に安藤の辞任が発表された。

### 第2次吉田義男政権の誕生
球団は監督として通算8回の優勝経験を持つ西本幸雄に次期監督の要請をするが、当時64歳の西本は高齢を理由に要請を断った。次に名前が挙がったのは吉田義男と村山実の二人であったが、西本が吉田を推薦したことで最終的に吉田が阪神タイガースの第23代監督に就任した。吉田にとっては8年ぶりの監督復帰となった。コーチ陣はヘッドコーチが土井淳、投手コーチが米田哲也と高橋重行、打撃コーチが並木輝男と竹之内雅史、守備走塁コーチが一枝修平となった。このとき吉田は監督就任に際して、前回指揮を執った際にチームが崩壊した要因の一つに「監督とコーチの対立」があったため、コーチ人事については「一蓮托生」、つまり「吉田が辞める際はコーチも全員辞める」ということを条件に付けた。
11月1日のドラフト会議では日本大学の和田豊など6名を指名した。また、チームの土台作りを考えていた吉田はドラフト以外の補強は積極的に行わず、外国人でボストン・レッドソックスから投手のリッチ・ゲイル、トレードで横浜大洋ホエールズから外野手の長崎啓二を獲得するに留めた。

### レギュラー陣の確立
1984年の阪神は捕手に山川猛と笠間雄二の併用、一塁手にランディ・バース、二塁手に真弓明信、遊撃手に平田勝男、三塁手に掛布雅之、左翼に佐野仙好、中堅に弘田澄男と北村照文の併用、右翼に岡田彰布といった布陣を敷いていた。
吉田はこの布陣では守備面およびチームのバランス面で難色を示していた。そこで吉田は1983年7月の怪我の影響で外野にコンバートしていた岡田に二塁手へのコンバートを提案した。コンバートを提案した理由について吉田は、外野守備が悪いわけではないが、人気のあった岡田は内野にいてこそ活きる選手だと思ったからであると述べている。また、投手がピンチの場面を迎えた際にマウンドに集まるのは内野手であり、外野手はどうしても試合への参加意識が薄くなってしまうため、将来岡田が指導者になるためにも内野手のほうがいいという判断もあった。元々の二塁手だった真弓も、試合に出場できるならどこでもいいと告げたことで、真弓が外野へコンバートとなった。
次に吉田は元々併用であった捕手に弱さを感じていたことから、プロ入り3年目の木戸克彦を抜擢した。当時の阪神は1978年に田淵幸一を西武ライオンズへトレードで放出して以降「生え抜きの正捕手」がいないという状況にあった。木戸はPL学園高校と法政大学でキャプテンをしていたことから、吉田は木戸に打力ではなくチームをまとめる能力があると判断したのが抜擢の理由であった。吉田は1984年のうちに木戸に直接「来年はレギュラーで使う」と伝えていた。
バースは1984年は打率.326を記録したものの、27本塁打、73打点はどちらも来日1年目の1983年から成績を落としており、また守備と走塁に難があることから続投するはずだった安藤政権の来季構想には含まれておらず、安藤は球団にも「戦力外」と伝えていた。しかし、バースの打撃力には目を見張るものがあると考えていた吉田は球団に「バースは必ず残してほしい」と要請し、バースの残留が決定した。
これで来年度のレギュラー陣の基本的な布陣が完成した。
しかし、この年の開幕前の順位予想で阪神はほとんどの評論家からBクラスに予想され、吉田自身も「優勝を狙えるチームの土台作り」が自分の仕事であると考え、1年目から優勝しようとは考えていなかった。さらに選手・コーチ・球団首脳・電鉄本社首脳も優勝できるとは誰も考えていない雰囲気でチームが動き出すこととなった。しかし、この時真弓明信は本気で「優勝できるのではないか」と考えており、1984年シーズンの末期にはプロ入り1年目で好投を続けていた池田親興に対して、「今年はこれ以上、無理をするな。来年、優勝する」と語ったという。

## レギュラーシーズン
|   | 開幕：4/13 | 開幕：4/13 | 5/1 | 5/1      | 6/1 | 6/1      | 7/2 | 7/2      | 8/1 | 8/1      | 9/1 | 9/1      |
| - | ---------- | ---------- | --- | -------- | --- | -------- | --- | -------- | --- | -------- | --- | -------- |
| 1 | 右         | 真弓明信   | 右  | 真弓明信 | 右  | 真弓明信 | 右  | 真弓明信 | 右  | 真弓明信 | 右  | 真弓明信 |
| 2 | 中         | 弘田澄男   | 中  | 弘田澄男 | 中  | 弘田澄男 | 中  | 弘田澄男 | 中  | 弘田澄男 | 中  | 北村照文 |
| 3 | 一         | バース     | 一  | バース   | 一  | バース   | 一  | バース   | 一  | 長崎啓二 | 一  | バース   |
| 4 | 三         | 掛布雅之   | 三  | 掛布雅之 | 三  | 掛布雅之 | 三  | 掛布雅之 | 三  | 掛布雅之 | 三  | 掛布雅之 |
| 5 | 二         | 岡田彰布   | 二  | 岡田彰布 | 二  | 岡田彰布 | 二  | 岡田彰布 | 二  | 岡田彰布 | 二  | 岡田彰布 |
| 6 | 左         | 佐野仙好   | 左  | 佐野仙好 | 左  | 佐野仙好 | 左  | 佐野仙好 | 左  | 佐野仙好 | 左  | 吉竹春樹 |
| 7 | 遊         | 平田勝男   | 遊  | 平田勝男 | 遊  | 平田勝男 | 遊  | 平田勝男 | 遊  | 和田豊   | 遊  | 平田勝男 |
| 8 | 捕         | 木戸克彦   | 捕  | 木戸克彦 | 捕  | 木戸克彦 | 捕  | 木戸克彦 | 捕  | 木戸克彦 | 捕  | 山川猛   |
| 9 | 投         | 池田親興   | 投  | 池田親興 | 投  | ゲイル   | 投  | 池田親興 | 投  | 中田良弘 | 投  | 仲田幸司 |

### 4月
12日に予定されていた開幕戦は雨のため中止となり、翌13日に改めて開幕戦となる対広島東洋カープ戦（広島市民球場）が開始となった。開幕投手にはプロ2年目となる池田親興が抜擢された。池田は開幕戦の6日前に並木から開幕投手を告げられており、これについて以下のように振り返っている。
3回表、池田が自らのバットでタイムリーヒットを放ち先制するも6回裏に同点ホームランを浴び、その後は延長戦に突入するも最終的にサヨナラ負けを喫した。試合後、吉田は報道陣に「この悔しさを一年間忘れたらあきまへんのや」と言い放った。翌14日はゲイルが先発し、接戦の末8対7で勝利したことで、阪神にとっては今シーズン初白星となった。17日に本拠地・阪神甲子園球場で開催された対読売ジャイアンツ（巨人）戦では3対1とリードされた場面で、7回裏に相手先発の槙原寛己から3番・バースがバックスクリーンへ逆転3ランホームランを放つと、その後4番・掛布、5番・岡田も連続でバックスクリーンへホームランを放ち、最終的に6対5で勝利した。
翌18日の対巨人戦にも勝利したことで、阪神は6年ぶりに甲子園での対巨人戦3連勝を達成した。阪神は22日の対中日戦で勝利したことで首位となった。4月は9勝3敗1分（勝率.750）で首位をキープした。バースが月間MVPを獲得した。

### 5月
先月29日の対横浜大洋ホエールズ戦から今月5日の対中日戦まで阪神は6連敗を喫し、3位に転落する。この間のチーム総得点は12（1試合平均2得点）と打撃陣が不振に陥った。しかし、6連敗で迎えた日の対中日戦）では18対6と打線が爆発したことにより連敗は止まった。なお、この試合ではチーム打率.575（40打数23安打）を記録し、1968年6月5日に東映フライヤーズが記録した1試合のチーム打率.564（39打数22安打）を抜いて当時の日本記録を更新した。
12日の対ヤクルトスワローズ戦（明治神宮野球場）では前回登板で負け投手となった仲田幸司が相手打線を3安打完封に抑え、プロ入り初勝利を記録した。16日の対大洋戦では逆転勝利を収め、3日以来となる首位に返り咲いた。5月は先月末からの6連敗でスタートしたものの、その後は連敗することなく結果的には12勝10敗（勝率.545）と勝ち越しに成功し、2位の巨人とは0.5ゲーム差の首位をキープした。

### 6月
先月25日の対中日戦から今月3日の対中日戦まで阪神は6連勝を記録した。しかし、9日の対大洋戦（札幌市円山球場）で1番打者・真弓が8回表に本塁突入を行った際に相手捕手の若菜嘉晴と激突し、左胸を負傷する。診断の結果「左第七肋骨不全骨折」で全治3週間となったことから翌10日には登録を抹消された。14日の対大洋戦で7対8で敗れた阪神は引き分けを挟んで4連敗となった。
16日の対大洋戦で敗れたことで首位を広島に明け渡したが、その後は4勝1敗2分で6月を終えた。6月は10勝7敗3分（勝率.588）となり、2位の広島とは0.5ゲーム差の首位をキープした。

### 7月
7月になると阪神と巨人、そして前年に日本一を達成した広島との三つ巴の様相となっていた。岡田は以下のように語る。
今月最初のゲームである2日の対ヤクルト戦から真弓が復帰し、その真弓はいきなり先頭打者ホームランを放つものの、チームは6対11で敗れた。さらに、5日からの広島との首位攻防戦は3連敗を喫して首位から陥落すると、次の対ヤクルト3連戦では3連勝したものの、その翌日から再び広島戦2敗を含めた4連敗を喫する。これで対広島戦は5月23日の試合から8連敗となり、首位の広島と4ゲーム差かつ巨人と同率の2位となっていた。
4連敗中で迎えたオールスターゲーム直前となる18日の対広島戦では9日のヤクルト戦で負傷した岡田の代役としてルーキーの和田が先発デビューする。この試合ではバースと掛布のホームランを含めた先発全員安打で11対4と快勝した。また、初先発となった和田は4安打を記録し、平田が4犠打を記録して1試合犠打数の日本記録に並んだ。この試合について監督の吉田は以下のように語っている。
23日から3日間行われたオールスターゲームでは投手からは山本和行、野手からは真弓、バース、掛布、岡田、平田の計6人が選ばれた。野手の5人は全員がファン投票での選出であった。
26日から後半戦がスタートし、阪神はオールスターゲーム前の広島戦から5連勝を記録した。7月は9勝9敗（勝率.500）となり、首位の広島とは2ゲーム差の2位となった。

### 8月
6日の対ヤクルト戦から「死のロード」が始まった。阪神の直近10年における「死のロード」の通算成績は64勝83敗11分（勝率.435）と勝率は5割を大きく下回っており、特に前年の1984年は4勝13敗（勝率.235）と大きく負け越していた。しかし同年の阪神は6日から11日まで5連勝という幸先の良いスタートを切る。なお、1日の中日戦でバースが自打球を右足甲に当てて全治2週間の剥離骨折を負うアクシデントが発生したが、バースは上記の6日のヤクルト戦で1週間で復帰している。
しかし、12日に羽田空港から大阪へ飛んだ日本航空123便の墜落事故が発生し、乗員乗客合わせて524名のうち520名が死亡する。その犠牲者の中には阪神タイガース球団社長の中埜肇の名前もあった。
事故の報せを聞いた吉田は13日の試合前に選手を集めて「動揺するのは分かる。しかし、こういう日だからこそ、試合に集中して、今日は何がなんでも勝とう」と言った。しかし、阪神は13日から20日まで6連敗を喫してしまう。その結果、巨人にも抜かれ、3位となった。そんな中、岡田が選手だけを集めて決起集会を開いた。その翌日、岡田は投手陣の状態がかなり悪いことから、先発陣よりも安定していたリリーフ陣3人（福間納、山本和行、中西）を3回ずつ投げさせるオールスター方式を採るのはどうかと吉田に提案した。吉田はその提案を一度は却下したものの、21日の対大洋戦では3回まで無失点だった仲田を交代させ、4回には福家雅明、5回から7回までを福間、8回と9回を中西といった継投リレーを行い、結果的にチームは11対2と快勝した。
そして、27日の対広島戦に勝利して11日ぶりの首位を奪還すると、そのまま順位を落とすことなく8月を終えた。8月は13勝10敗1分（勝率.565）となり、2位の巨人とは0.5ゲーム差の首位をキープした。なお、「死のロード」は7勝7敗（勝率.500）であった。岡田が月間MVPを獲得した。

### 9月
1日の対大洋戦をもって阪神の年間観客動員数は球団史上最多となった。4日の試合前に抑えの山本が「左アキレス腱断裂」によって今季絶望となる。これまで抑えは中西と山本の二枚看板であったが、この日以降は中西一人で抑えを務めることになる。
11日の対大洋戦で勝利したことで優勝マジック22が点灯する。15日の対中日戦は両チーム0点のまま9回裏に突入すると、岡田がサヨナラホームランを放ったことで勝負は決した。なおこの日をもって阪神の主催試合における年間観客動員数は球団史上初となる200万人を突破した。29日の対巨人戦で勝利したことで優勝マジックは一桁の9となった。
9月は13勝5敗1分（勝率.722）となり、2位の広島とは7.5ゲーム差の首位をキープした。真弓が月間MVPを獲得した。

### 10月
1日から2日の対広島2連戦では連敗を喫するが、5日の対巨人戦で勝利して優勝マジックは7となる。9日の対ヤクルト戦は乱打戦の末に9対8で辛勝し、優勝マジックは6となる。10日の対ヤクルト戦は平田の満塁ホームランなどで7得点をあげ、先発の池田がシーズン初となる完封で快勝し、優勝マジックは5となる。
12日の対広島戦は同点で迎えた7回にバースが決勝ホームランを放ち、優勝マジックは3となる。この日のバースが記録した今季49本目のホームランは掛布が1979年に記録した球団記録の48本を更新するホームランであると同時に、1978年に広島が記録したチーム本塁打数のセ・リーグ記録205本を更新するチーム206本目のホームランであった。14日の対広島戦はバースと岡田がホームランを放つなどの活躍で勝利すると、優勝マジックは1となる。

#### 優勝決定戦
16日は神宮球場で対ヤクルトとなっていた。この日の試合前時点で阪神は71勝47敗6分（勝率.602）で、2位広島とは6.5ゲーム差を付けており、阪神がこの日勝つか引き分けるかで優勝が決まる状況となっていた。この日の朝6時には阪神の選手が宿泊している「サテライトホテル後楽園」に続々と取材陣が押し寄せ、同7時ごろになると新聞記者やテレビスタッフが100人を超えた。昼ごろになるとホテル周辺にファンが押し寄せて警察が動く事態となり、午後2時には選手が神宮球場へと向かった。この日の神宮球場では昼に東都大学野球の秋季リーグ戦（青山学院大学対日本大学）が行われる予定であったが、球場周辺が多くの阪神ファンでごった返す事態となったことを受け、混乱を避けるために試合は中止となった。神宮球場は予定を大幅に早め、試合開始3時間半前となる午後3時に開門を行った。
この日の観客動員数は5万人と発表され、午後6時半に試合は開始された。先発投手は阪神がゲイル、ヤクルトが荒木大輔。2回裏に杉浦亨のソロホームランで先制を許すが、4回表に真弓のソロホームランで同点とする。6回表にバースの2ランホームランで3対1とするが、その裏に角富士夫の2点タイムリーツーベースヒットで同点とされると、吉田は投手交代を告げて福間をマウンドへ送る。しかし、杉浦にタイムリーツーベースヒット、八重樫幸雄にもタイムリーヒットを打たれ、3対5と再逆転を許す。9回表、先頭の掛布がソロホームランを放ち4対5の一点差とすると、岡田が2塁打を放ち、続く代打・北村が送りバントを決める。1死3塁となって代打・佐野が犠牲フライを放ち5対5の同点とする。その裏に中西が相手打線を3人で抑えて、延長戦に突入する。1985年当時のセリーグの規則では延長戦に突入する場合、試合開始から3時間20分が経過した時点で新しいイニングに突入しないルールであったため、事実上10回裏までで試合終了となる。10回表の阪神は無得点に終わり、その裏には9回から引き続き中西が登板した。一人目の代打・杉村繁をセカンドゴロに打ち取り、二人目の水谷新太郎は空振り三振、三人目の角をピッチャーゴロに打ち取り3アウトとなった時点で規定により引き分けで試合終了となり、阪神タイガースは21年ぶりのセントラル・リーグ（セ・リーグ）優勝を成し遂げる。
|          | 1 | 2 | 3 | 4 | 5 | 6 | 7 | 8 | 9 | 10 | R | H  | E |
| -------- | - | - | - | - | - | - | - | - | - | -- | - | -- | - |
| 阪神     | 0 | 0 | 0 | 1 | 0 | 2 | 0 | 0 | 2 | 0  | 5 | 11 | 0 |
| ヤクルト | 0 | 1 | 0 | 0 | 0 | 4 | 0 | 0 | 0 | 0  | 5 | 8  | 0 |

1. （延長10回・時間切れ引き分け）
2. 神：ゲイル（5回1/3）、福間（0回2/3）、工藤（1回1/3）、佐藤（0回1/3）、野村（0回1/3）、中西（2回）
3. ヤ：荒木（6回）、尾花（3回2/3）、梶間（1/3回）
4. 本塁打
神：真弓33号ソロ（4回・荒木）、バース52号2ラン（6回・荒木）、掛布39号ソロ（9回・尾花）
ヤ：杉浦34号ソロ（2回・ゲイル）
5. 審判
［球審］田中
6. 試合時間：3時間29分
| 阪神 | 阪神   | 阪神       |
| 打順 | 守備   | 選手       |
| ---- | ------ | ---------- |
| 1    | [右]   | 真弓明信   |
| 2    | [中]左 | 吉竹春樹   |
| 3    | [一]   | バース     |
|      | 走一   | 渡真利克則 |
| 4    | [三]   | 掛布雅之   |
| 5    | [二]   | 岡田彰布   |
| 6    | [左]   | 長崎啓二   |
|      | 中     | 北村照文   |
| 7    | [遊]   | 平田勝男   |
|      | 打     | 佐野仙好   |
|      | 投     | 中西清起   |
| 8    | [捕]   | 木戸克彦   |
| 9    | [投]   | ゲイル     |
|      | 投     | 福間納     |
|      | 打     | 山川猛     |
|      | 投     | 工藤一彦   |
|      | 投     | 佐藤秀明   |
|      | 投     | 野村収     |
|      | 打遊   | 和田豊     |

| ヤクルト | ヤクルト | ヤクルト   |
| 打順     | 守備     | 選手       |
| -------- | -------- | ---------- |
| 1        | [遊]     | 水谷新太郎 |
| 2        | [三]     | 角富士夫   |
| 3        | [左]     | 若松勉     |
| 4        | [中]     | 杉浦享     |
| 5        | [捕]     | 八重樫幸雄 |
| 6        | [二]一   | 渡辺進     |
| 7        | [一]     | 広沢克己   |
|          | 二       | マルカーノ |
| 8        | [右]     | 小川淳司   |
| 9        | [投]     | 荒木大輔   |
|          | 打       | 岩下正明   |
|          | 投       | 尾花高夫   |
|          | 投       | 梶間健一   |
|          | 打       | 杉村繁     |

#### レギュラーシーズン終了まで
リーグ優勝を成し遂げた阪神は残り5試合を残しており、この時点でバースは打率、本塁打、打点の3部門でトップに立っており三冠王を視野に入れていたが、その最大のライバルがチームメイトの岡田であった。本塁打と打点のタイトルは確実となっていたが、打率は1厘差で岡田がバースを追いかける展開となっていた。また、バースはこの時点で52本塁打を放っており、王貞治が1964年に記録した55本塁打を抜く可能性も残っていた。
17日の対ヤクルト戦ではバースは53本目の本塁打を放ち3打数1安打としたが、一方の岡田は3打数無安打であった。18日の対ヤクルト戦ではバースが4打数2安打とし、岡田も5打数3安打としたことでその差は2厘に縮まった。20日の対中日戦ではバースが54本目の本塁打を含む2安打を放ったが、一方の岡田は4打数無安打となり、6厘差に広がった。
残り2試合となった時点でバースはあと1本で王の本塁打記録に並ぶ展開となっていたが、いずれも王が監督を務める対巨人戦であった。21日は先発の江川卓がバースに勝負を挑み2打数1安打1四球、2番手の橋本敬司は四球であり、この日はホームランが出なかった。一方の岡田は5打数2安打で率の差は5厘となった。今季最終戦となった22日は先発の斎藤雅樹が2打席連続でバースを敬遠気味の四球で歩かせた。第3打席は強引にヒットを放ったものの、その後の2打席も歩かされ、そのまま今季のシーズンは終了した。結局バースは王の記録に並ぶことは出来なかったが、岡田が2打数ノーヒットで和田と交代したことで首位打者が確定し、バースは打率.350、54本塁打、134打点で史上6人目（セ・リーグ外国人では史上初）の三冠王となった。その他にも最多勝利打点（22）、最高出塁率（.428）、セ・リーグ最優秀選手 (MVP)も併せて獲得した。
打撃面では三冠王を獲得したバースのほかにも真弓が打率.322、34本塁打、84打点、掛布が打率.300、40本塁打、108打点に加えてリーグ最多となる94四球、岡田が打率.342、35本塁打、101打点をそれぞれ記録した。ベストナインには真弓、バース、掛布、岡田が選ばれ、ダイヤモンドグラブ賞には掛布、岡田、平田、木戸が選ばれた。チーム全体としては、打率が.285、本塁打数は2位の広島よりも59本多い219本、得点数は2位の巨人よりも115点多い731得点であった。また、犠打数もリーグ1位の141を記録しており、これは当時のセ・リーグ記録でもあった。
投手面では規定投球回に到達したのがゲイルと池田のみで、ゲイルは13勝8敗、防御率4.30、池田は9勝6敗、防御率4.45であった。抑えの中西はリーグ最多の63試合に出場し、11勝3敗、19セーブ、防御率2.67、30セーブポイントを獲得したことで最優秀救援投手を獲得した。チーム全体としては防御率4.16でリーグ4位、完投数はリーグ最下位であった。なお、防御率4点台以上のチームがリーグ優勝を成し遂げたのは史上初であった。
なお、今シーズンの年間観客動員数は球団新記録となる260.2万人であり、前年の193.4万人から1.34倍増であった。

## 日本シリーズ
1985年の日本シリーズは、セ・リーグからは吉田義男の率いる阪神タイガースが、パシフィック・リーグ（パ・リーグ）からは広岡達朗の率いる西武ライオンズが、それぞれ出場した。試合は、阪神と西武それぞれの本拠地である甲子園と西武ライオンズ球場で開催された。事前の予想においても、管理野球で知られ、直近4年でリーグ優勝3回、日本一2回を達成していた西武が有利との見方が強かった。
10月26日の第1戦（西武球場）は、両チームとも無得点のまま8回表の阪神の攻撃を迎える。先頭の真弓がツーベースヒットを放つと、続く弘田澄男もヒットを放ち、無死1塁・3塁となる。そしてバースがレフトへ3ランホームランを放って阪神は先制する。先発の池田は相手打線を完封に抑え、3対0で阪神の勝利となる。
27日の第2戦（西武球場）は、3回裏に石毛宏典のソロホームランで西武が先制する。しかし、直後の4回表に先頭の真弓のサードゴロを三塁手の秋山幸二が悪送球したことで出塁を許す。弘田のバントが失敗して、ランナーが入れ替わるが、続くバースがレフトへ2ランホームランを放って、阪神は逆転する。この回以降は両チームとも無得点に終わり、2対1で阪神の勝利となる。
29日の第3戦（甲子園）は、2回表に岡村隆則のタイムリースリーベースを放つと、辻発彦のタイムリーヒット、石毛の2ランホームランで西武が4点を先制する。3回裏にバースがシリーズ三試合連続となる3ランホームランで1点差とする。しかし、西武は4回表と8回表に1点ずつ加え、先発した工藤公康から松沼雅之、永射保、抑えに先発ローテーション投手の東尾修を投入する継投策で逃げ切り、結果的に阪神は4対6で敗北する。これで阪神は2勝1敗となる。
30日の第4戦（甲子園）は、両チームとも無得点のまま6回表の西武の攻撃を迎え、二死二塁の場面でスティーブ・オンティベロスが2ランホームランを放ち先制する。その裏に真弓のソロホームランで1点差とすると、8回裏に弘田の犠牲フライで阪神は同点に追いつく。しかし、9回表に西武は西岡良洋が2ランホームランを放ち、結果的に阪神は2対4で敗北する。これで阪神は2勝2敗のタイとなった。
31日の第5戦（甲子園）は、第1戦で完封勝利を収めた池田が先発。1回裏に西武先発の小野和幸から先頭の真弓が内野安打で出塁すると、弘田のバントとバースの四球で一死一・二塁となると、掛布が3ランホームランを放って阪神が先制する。さらにこの回は平田のタイムリーヒットで4点目をあげる。2回表に大田卓司のソロホームラン、3回表にスティーブのタイムリーヒットで西武は2点を返す。しかし、5回裏に長崎が2ランホームランを放つと、7回裏にも追加点を挙げ、結果的に阪神が7対2で勝利する。これで阪神は3勝2敗となり、日本一へ王手となる。
11月2日の第6戦（西武球場）は、1回表に二死からバースが四球を選び、掛布・岡田の連続ヒットで満塁とする。そして続く長崎がライトへ満塁ホームランを放ち阪神が先制する。2回表に石毛のソロホームランで西武は1点を返すが、その裏に真弓のソロホームランで阪神は再び点差を広げる。5回表には掛布の犠牲フライ、7回にはバースのタイムリーヒットで阪神はさらに点差を広げる。そして9回表には掛布の2ランホームランで9点目を挙げた。その裏は先発のゲイルが二死を取ると、続く伊東勤をピッチャーゴロに抑えて試合終了となる。これで阪神は4勝2敗となり、球団史上初の日本一を成し遂げた。
日本シリーズMVPにはバースが、日本シリーズ優秀選手賞には真弓、長崎、ゲイルの3選手がそれぞれ選出された。なお、バースは日本シリーズで打率.368、3本塁打、9打点を記録しており、シーズンでの三冠王に続いて日本シリーズでも三冠王となった。
バースは、早期に優勝を決めていた西武と違い阪神は優勝してからそれほど間隔を開けずに日本シリーズに臨むことかができたためチーム内の状態やモチベーションが高かったこと、西武のエースだった郭泰源が怪我によって登板することが不可能となり結果的に対戦機会が無かったこと、周囲のイメージよりも阪神の守備力が高く、勝負所の重要な場面で絶対にミスを犯さなかったことを日本一達成の要因として挙げている。

## 反響
優勝が決まった10月16日の午後10時ごろには梅田駅周辺に集まった数千人のファンが『六甲おろし』を合唱しながら御堂筋を行進した。その日の午前0時ごろには多くのファンが道頓堀へ飛び込み、警察が動く事態となった。また、一部のファンがケンタッキーフライドチキン道頓堀支店前に建てられていたカーネル・サンダース像を道頓堀に投げ入れ、そのまま像が浮かぶことはなかった。そして阪神は1985年以降、2003年まで18年間も優勝から遠ざかったことから「カーネル・サンダースの呪い」と呼ばれるようになった。カーネル・サンダース像が投げ込まれた理由についてイェール大学教授のウィリアム・W・ケリーは、ファンが選手の応援歌を歌った後にその選手に似ているファンが道頓堀川に飛び込んでいったが、オクラホマ州出身のバースに似ているファンはいなかったため、ファンがカーネル・サンダース像をバースに見立てて道頓堀川に投げ込んだのだと述べている。
阪神タイガースの系列企業である阪神百貨店では優勝記念セールが行われた。スポーツジャーナリストの鷲田康は、ライバル店の阪急百貨店には1970年代から1980年代前半にかけて7度の優勝と3度の日本一を達成した阪急ブレーブスの記念セールに煮え湯を飲まされた悔しさから、今回の優勝記念セールにかける意気込みは相当なものであったと述べている。阪神百貨店のみならず、阪神とは全くゆかりの無い企業や店が独自に優勝セールを開くこともあった。中には、球団の許可を取らずに阪神グッズを製作して発売していたケースもあるため、優勝に伴う正確な経済効果を把握するのは難しくなっているが、経済効果は1000億円にも及ぶという説がある。

## 評価
当時野球解説者の杉下茂は積極的な若手起用を敢行した吉田の采配が優勝の原動力になったと評しており、計算しずらい打線で優勝した例は珍しいとしている。当時野球評論家の西本幸雄もレギュラークラスの選手でも不振に陥れば即2軍へと降格させ状態が戻るまで昇格させない強行姿勢がそれまでの阪神の体質を一変させたと評している。一方で当時毎日新聞の記者だった玉置通夫は、投手陣の成績が芳しくなかったことからこの年の阪神の優勝を「吉田監督の功績ではなく、強力打線に助けられたため」と評している。
当時デイリースポーツの記者だった平井隆司は、自著『阪神タイガース「黒歴史」』でこの年の阪神について以下のように述べている。
当時野球評論家の野村克也はこの年の阪神の原動力はバースを始めとする強力打線にあるとしながらも、山本・中西のダブルストッパーが果たした役割も大きかったとしている。野村によるとこの年の阪神は先発投手陣に難があることから、継投策を取って先発よりも力のある投手が登板しないことには、リードを守り切れず、逆転をすることも不可能になってしまうとのこと。また、広島や巨人が後退した要因としてリリーフ陣が阪神と比較して手薄だったことを挙げている。
当時野球評論家の松木謙治郎は捕手陣の強化が大きかったことから、ヘッドコーチ・土井淳の抜擢が功を奏したと評している。
当時広島東洋カープ監督・古葉竹織、同中日ドラゴンズ監督・山内一弘、同ヤクルトスワローズ監督・土橋正幸はこの年のタイガースについてそれぞれ以下のように述べている。
当時読売ジャイアンツの投手だった江川卓は、1番から5番まで全力投球しなければとてもじゃないが阪神打線を抑えることは出来ず、特に4番の掛布を抑えれば打線を切ることが出来るため、最も警戒して投球を行ったと話している。この年、江川は掛布に2本塁打を打たれているが、シーズンを通しての対戦成績は14打数2安打（打率.143）と抑え込んでいる。

## 記録

### チーム
| 順位 | 球団               | 勝 | 負 | 分 | 勝率 | 差   | 本塁打 | 打率 | 防御率 | 得点 | 失点 |
| ---- | ------------------ | -- | -- | -- | ---- | ---- | ------ | ---- | ------ | ---- | ---- |
| 優勝 | 阪神タイガース     | 74 | 49 | 7  | .602 | ---  | 219    | .285 | 4.16   | 731  | 593  |
| 2    | 広島東洋カープ     | 68 | 57 | 5  | .544 | 7.0  | 160    | .271 | 4.13   | 615  | 570  |
| 3    | 読売ジャイアンツ   | 61 | 60 | 9  | .504 | 12.0 | 157    | .279 | 3.96   | 616  | 562  |
| 4    | 横浜大洋ホエールズ | 57 | 61 | 12 | .483 | 14.5 | 132    | .267 | 4.59   | 589  | 653  |
| 5    | 中日ドラゴンズ     | 56 | 61 | 13 | .479 | 15.0 | 136    | .265 | 4.08   | 537  | 596  |
| 6    | ヤクルトスワローズ | 46 | 74 | 10 | .383 | 26.5 | 143    | .264 | 4.75   | 550  | 664  |

### 個人
| 受賞者名         | タイトル / 賞              | 出典    |
| ---------------- | -------------------------- | ------- |
| 吉田義男         | 正力松太郎賞               | [ 142 ] |
| ランディ・バース | セ・リーグ最優秀選手 (MVP) | [ 46 ]  |
| ランディ・バース | ベストナイン               | [ 103 ] |
| ランディ・バース | 首位打者                   | [ 46 ]  |
| ランディ・バース | 本塁打王                   | [ 46 ]  |
| ランディ・バース | 打点王                     | [ 46 ]  |
| ランディ・バース | 最多勝利打点               | [ 46 ]  |
| ランディ・バース | 最高出塁率                 | [ 46 ]  |
| 掛布雅之         | ベストナイン               | [ 103 ] |
| 掛布雅之         | ダイヤモンドグラブ賞       | [ 103 ] |
| 岡田彰布         | ベストナイン               | [ 103 ] |
| 岡田彰布         | ダイヤモンドグラブ賞       | [ 103 ] |
| 真弓明信         | ベストナイン               | [ 103 ] |
| 木戸克彦         | ダイヤモンドグラブ賞       | [ 103 ] |
| 平田勝男         | ダイヤモンドグラブ賞       | [ 103 ] |
| 中西清起         | 最優秀救援投手             | [ 143 ] |

## 試合結果
| 順位      | 4月終了時          | 4月終了時          | 5月終了時         | 5月終了時         | 6月終了時           | 6月終了時           | 7月終了時       | 7月終了時       | 8月終了時            | 8月終了時            | 9月終了時           | 9月終了時           | 最終成績           | 最終成績           |
| --------- | ------------------ | ------------------ | ----------------- | ----------------- | ------------------- | ------------------- | --------------- | --------------- | -------------------- | -------------------- | ------------------- | ------------------- | ------------------ | ------------------ |
| 1位       | 阪神               | --                 | 阪神              | --                | 阪神                | --                  | 広島            | --              | 阪神                 | --                   | 阪神                | --                  | 阪神               | --                 |
| 2位       | 大洋               | 1.5                | 巨人              | 0.5               | 広島                | 0.5                 | 阪神            | 2.0             | 巨人                 | 0.5                  | 広島                | 7.5                 | 広島               | 7.0                |
| 3位       | 中日               | 2.0                | 広島              | 4.0               | 巨人                | 2.5                 | 巨人            | 3.0             | 広島                 | 1.0                  | 巨人                | 8.0                 | 巨人               | 12.0               |
| 4位       | 広島               | 2.5                | 中日              | 4.0               | 大洋                | 5.0                 | 大洋            | 9.5             | 中日                 | 9.5                  | 中日                | 13.5                | 大洋               | 14.5               |
| 5位       | 巨人               | 4.5                | 大洋              | 4.5               | 中日                | 10.5                | 中日            | 11.0            | 大洋                 | 11.0                 | 大洋                | 15.0                | 中日               | 15.0               |
| 6位       | ヤクルト           | 7.5                | ヤクルト          | 11.0              | ヤクルト            | 14.5                | ヤクルト        | 19.5            | ヤクルト             | 20.0                 | ヤクルト            | 22.0                | ヤクルト           | 26.5               |
| 期間 成績 | 9勝3敗1分 勝率.750 | 9勝3敗1分 勝率.750 | 12勝10敗 勝率.545 | 12勝10敗 勝率.545 | 10勝7敗3分 勝率.588 | 10勝7敗3分 勝率.588 | 9勝9敗 勝率.500 | 9勝9敗 勝率.500 | 13勝10敗1分 勝率.565 | 13勝10敗1分 勝率.565 | 13勝5敗1分 勝率.722 | 13勝5敗1分 勝率.722 | 8勝5敗1分 勝率.615 | 8勝5敗1分 勝率.615 |

### レギュラーシーズンの結果
出典：
| 凡例     | 凡例     | 凡例     | 凡例 |
| 勝利試合 | 敗北試合 | 引き分け | 中止 |
| -------- | -------- | -------- | ---- |

### 日本シリーズの結果
出典：
| 日付                           | 試合   | ビジター球団（先攻） | スコア | ホーム球団（後攻） | 開催球場           |
| ------------------------------ | ------ | -------------------- | ------ | ------------------ | ------------------ |
| 10月26日（土）                 | 第1戦  | 阪神タイガース       | 3 - 0  | 西武ライオンズ     | 西武ライオンズ球場 |
| 10月27日（日）                 | 第2戦  | 阪神タイガース       | 2 - 1  | 西武ライオンズ     | 西武ライオンズ球場 |
| 10月28日（月）                 | 移動日 | 移動日               | 移動日 | 移動日             | 移動日             |
| 10月29日（火）                 | 第3戦  | 西武ライオンズ       | 6 - 4  | 阪神タイガース     | 阪神甲子園球場     |
| 10月30日（水）                 | 第4戦  | 西武ライオンズ       | 4 - 2  | 阪神タイガース     | 阪神甲子園球場     |
| 10月31日（木）                 | 第5戦  | 西武ライオンズ       | 2 - 7  | 阪神タイガース     | 阪神甲子園球場     |
| 11月1日（金）                  | 移動日 | 移動日               | 移動日 | 移動日             | 移動日             |
| 11月2日（土）                  | 第6戦  | 阪神タイガース       | 9 - 3  | 西武ライオンズ     | 西武ライオンズ球場 |
| 優勝：阪神タイガース（初優勝） |        |                      |        |                    |                    |

## 個人成績

### 投手成績
- 色付きは規定投球回数（130イニング）以上の選手
- 太字はリーグ最高。
- 完封合計は継投も含む

| 選手     | 登 板 | 完 投 | 完 封 | 勝 利 | 敗 戦 | セ 丨 ブ | 勝 率 | 投 球 回 | 被 安 打 | 被 本 塁 打 | 与 四 球 | 与 死 球 | 奪 三 振 | 失 点 | 自 責 点 | 防 御 率 |
| -------- | ----- | ----- | ----- | ----- | ----- | -------- | ----- | -------- | -------- | ----------- | -------- | -------- | -------- | ----- | -------- | -------- |
| ゲイル   | 33    | 4     | 2     | 13    | 8     | 0        | .619  | 190.2    | 187      | 23          | 84       | 0        | 126      | 99    | 91       | 4.30     |
| 池田親興 | 32    | 3     | 1     | 9     | 6     | 0        | .600  | 151.2    | 153      | 18          | 69       | 5        | 82       | 79    | 75       | 4.45     |
| 伊藤宏光 | 25    | 3     | 0     | 5     | 5     | 0        | .500  | 115.2    | 123      | 16          | 39       | 1        | 59       | 63    | 58       | 4.51     |
| 川原新治 | 9     | 0     | 0     | 0     | 0     | 0        | .000  | 10.0     | 12       | 3           | 6        | 1        | 8        | 6     | 6        | 5.40     |
| 工藤一彦 | 30    | 0     | 0     | 6     | 3     | 0        | .667  | 75.0     | 80       | 15          | 14       | 1        | 40       | 38    | 32       | 3.84     |
| 佐藤秀明 | 37    | 0     | 0     | 0     | 2     | 0        | .000  | 35.1     | 33       | 3           | 6        | 2        | 17       | 13    | 13       | 3.31     |
| 嶋田章弘 | 10    | 0     | 0     | 0     | 0     | 0        | .429  | 25.2     | 21       | 1           | 11       | 0        | 7        | 10    | 10       | 3.51     |
| 仲田幸司 | 25    | 1     | 1     | 3     | 4     | 0        | 384   | 86.1     | 84       | 18          | 51       | 1        | 71       | 52    | 42       | 4.38     |
| 中田良弘 | 31    | 4     | 1     | 12    | 5     | 0        | .706  | 123.1    | 143      | 26          | 38       | 5        | 47       | 67    | 58       | 4.23     |
| 中西清起 | 63    | 0     | 0     | 11    | 3     | 19       | .786  | 107.2    | 92       | 10          | 31       | 4        | 83       | 38    | 32       | 2.67     |
| 野村収   | 19    | 0     | 0     | 1     | 0     | 0        | 1.000 | 26.1     | 27       | 5           | 3        | 0        | 13       | 16    | 15       | 5.13     |
| 福間納   | 58    | 0     | 0     | 8     | 5     | 1        | .615  | 104.1    | 114      | 14          | 37       | 2        | 60       | 50    | 47       | 4.05     |
| 福家雅明 | 8     | 0     | 0     | 0     | 0     | 0        | .000  | 14.1     | 15       | 3           | 12       | 1        | 11       | 11    | 11       | 6.91     |
| 藤原仁   | 9     | 0     | 0     | 0     | 1     | 0        | .000  | 14.1     | 22       | 1           | 8        | 0        | 13       | 11    | 11       | 6.91     |
| 益山性旭 | 8     | 0     | 0     | 0     | 0     | 0        | .000  | 8.1      | 12       | 3           | 2        | 0        | 2        | 6     | 6        | 6.48     |
| 御子柴進 | 4     | 0     | 0     | 0     | 0     | 0        | .000  | 5.2      | 10       | 1           | 1        | 0        | 4        | 3     | 3        | 4.76     |
| 山内新一 | 5     | 0     | 0     | 1     | 1     | 0        | .500  | 9.2      | 12       | 2           | 5        | 0        | 2        | 9     | 8        | 7.45     |
| 山本和行 | 33    | 0     | 0     | 5     | 6     | 11       | .455  | 50.0     | 50       | 7           | 9        | 0        | 41       | 22    | 15       | 2.70     |
| 合計     | 合計  | 15    | 8     | 74    | 49    | 31       | .602  | 1154.1   | 1190     | 169         | 404      | 23       | 686      | 593   | 533      | 4.16     |

### 打撃成績
- 色付きは規定打席（403打席）以上の選手
- 太字はリーグ最高。

| 選手       | 試 合 | 打 席 | 打 数 | 得 点 | 安 打 | 二 塁 打 | 三 塁 打 | 本 塁 打 | 塁 打 | 打 点 | 盗 塁 | 盗 塁 死 | 犠 打 | 犠 飛 | 四 球 | 死 球 | 三 振 | 併 殺 打 | 打 率 | 出 塁 率 |
| ---------- | ----- | ----- | ----- | ----- | ----- | -------- | -------- | -------- | ----- | ----- | ----- | -------- | ----- | ----- | ----- | ----- | ----- | -------- | ----- | -------- |
| バース     | 126   | 570   | 497   | 100   | 174   | 21       | 0        | 54       | 357   | 134   | 1     | 0        | 0     | 3     | 67    | 3     | 61    | 14       | .350  | .428     |
| 岡田彰布   | 127   | 532   | 459   | 80    | 157   | 24       | 3        | 35       | 292   | 101   | 7     | 3        | 0     | 6     | 64    | 3     | 41    | 11       | .342  | .421     |
| 真弓明信   | 119   | 557   | 497   | 108   | 160   | 32       | 2        | 34       | 298   | 84    | 8     | 5        | 3     | 0     | 56    | 1     | 52    | 5        | .322  | .392     |
| 掛布雅之   | 130   | 579   | 476   | 102   | 143   | 16       | 4        | 40       | 287   | 108   | 3     | 1        | 0     | 6     | 94    | 3     | 62    | 12       | .300  | .415     |
| 佐野仙好   | 120   | 413   | 375   | 38    | 108   | 18       | 1        | 13       | 167   | 60    | 1     | 0        | 1     | 9     | 26    | 2     | 27    | 9        | .288  | .330     |
| 平田勝男   | 125   | 455   | 402   | 47    | 105   | 15       | 2        | 7        | 145   | 53    | 6     | 2        | 25    | 1     | 23    | 4     | 35    | 12       | .261  | .307     |
| 大野久     | 14    | 15    | 15    | 3     | 3     | 0        | 0        | 1        | 6     | 1     | 2     | 0        | 0     | 0     | 0     | 0     | 3     | 0        | .200  | .200     |
| 川藤幸三   | 31    | 31    | 28    | 2     | 5     | 1        | 0        | 0        | 6     | 6     | 0     | 0        | 0     | 0     | 3     | 0     | 7     | 1        | .179  | .258     |
| 北村照文   | 114   | 311   | 256   | 54    | 67    | 14       | 0        | 3        | 90    | 19    | 21    | 6        | 25    | 0     | 27    | 3     | 37    | 4        | .262  | .339     |
| 木戸克彦   | 103   | 358   | 295   | 34    | 71    | 5        | 1        | 13       | 117   | 32    | 0     | 0        | 18    | 2     | 41    | 2     | 41    | 8        | .241  | .335     |
| 嶋田宗彦   | 30    | 67    | 60    | 10    | 15    | 4        | 0        | 1        | 22    | 6     | 0     | 0        | 0     | 0     | 6     | 1     | 8     | 0        | .250  | .328     |
| 田中昌宏   | 6     | 4     | 3     | 0     | 0     | 0        | 0        | 0        | 0     | 1     | 0     | 0        | 0     | 1     | 0     | 0     | 1     | 0        | .000  | .000     |
| 月山栄珠   | 8     | 14    | 13    | 1     | 2     | 1        | 0        | 0        | 3     | 1     | 0     | 0        | 0     | 0     | 0     | 1     | 5     | 1        | .154  | .214     |
| 渡真利克則 | 38    | 33    | 31    | 6     | 8     | 1        | 0        | 0        | 9     | 0     | 1     | 0        | 0     | 0     | 0     | 2     | 7     | 0        | .258  | .303     |
| 永尾泰憲   | 55    | 62    | 49    | 7     | 16    | 4        | 0        | 0        | 20    | 4     | 0     | 0        | 2     | 2     | 8     | 1     | 3     | 1        | .327  | .417     |
| 長崎啓二   | 68    | 116   | 106   | 15    | 30    | 6        | 0        | 6        | 54    | 25    | 0     | 0        | 1     | 0     | 7     | 2     | 17    | 4        | .283  | .339     |
| 服部浩一   | 14    | 5     | 4     | 0     | 0     | 0        | 0        | 0        | 0     | 0     | 0     | 0        | 0     | 0     | 1     | 0     | 1     | 0        | .000  | .200     |
| 引間克幸   | 31    | 15    | 11    | 4     | 1     | 0        | 0        | 0        | 1     | 2     | 1     | 1        | 1     | 0     | 3     | 0     | 5     | 0        | .091  | .286     |
| 弘田澄男   | 85    | 269   | 223   | 38    | 66    | 6        | 1        | 5        | 89    | 22    | 2     | 0        | 23    | 2     | 20    | 1     | 25    | 1        | .296  | .354     |
| 山川猛     | 48    | 89    | 80    | 12    | 17    | 4        | 0        | 4        | 33    | 10    | 0     | 0        | 2     | 0     | 7     | 0     | 19    | 1        | .213  | .276     |
| 山脇光治   | 12    | 7     | 5     | 1     | 2     | 0        | 0        | 0        | 2     | 0     | 0     | 0        | 2     | 0     | 0     | 0     | 1     | 0        | .400  | .400     |
| 吉竹春樹   | 118   | 211   | 186   | 41    | 46    | 11       | 2        | 2        | 67    | 16    | 7     | 3        | 11    | 0     | 13    | 1     | 35    | 3        | .247  | .300     |
| 和田豊     | 39    | 54    | 49    | 10    | 14    | 0        | 0        | 0        | 14    | 2     | 0     | 0        | 0     | 0     | 5     | 0     | 3     | 3        | .286  | .352     |
| 池田親興   | 32    | 55    | 48    | 4     | 12    | 1        | 0        | 0        | 13    | 3     | 0     | 0        | 3     | 1     | 2     | 1     | 21    | 0        | .250  | .288     |
| 伊藤宏光   | 25    | 38    | 29    | 3     | 2     | 0        | 0        | 0        | 2     | 1     | 0     | 0        | 5     | 0     | 4     | 0     | 17    | 1        | .069  | .182     |
| 工藤一彦   | 30    | 13    | 12    | 0     | 2     | 0        | 0        | 0        | 2     | 0     | 0     | 0        | 1     | 0     | 0     | 0     | 1     | 0        | .167  | .167     |
| ゲイル     | 34    | 75    | 71    | 1     | 6     | 2        | 0        | 0        | 8     | 4     | 0     | 0        | 4     | 0     | 0     | 0     | 50    | 2        | .085  | .085     |
| 佐藤秀明   | 37    | 4     | 4     | 0     | 0     | 0        | 0        | 0        | 0     | 0     | 0     | 0        | 0     | 0     | 0     | 0     | 3     | 0        | .000  | .000     |
| 嶋田章弘   | 10    | 4     | 4     | 1     | 1     | 0        | 0        | 0        | 1     | 0     | 0     | 0        | 0     | 0     | 0     | 0     | 2     | 0        | .250  | .250     |
| 仲田幸司   | 25    | 29    | 26    | 2     | 3     | 1        | 0        | 0        | 4     | 1     | 0     | 0        | 3     | 0     | 0     | 0     | 9     | 0        | .115  | .115     |
| 中田良弘   | 31    | 47    | 42    | 4     | 12    | 2        | 0        | 1        | 17    | 9     | 0     | 0        | 5     | 0     | 0     | 0     | 9     | 1        | .286  | .286     |
| 中西清起   | 63    | 19    | 18    | 2     | 6     | 0        | 0        | 0        | 6     | 1     | 0     | 0        | 1     | 0     | 0     | 0     | 3     | 0        | .333  | .333     |
| 野村収     | 19    | 1     | 1     | 0     | 0     | 0        | 0        | 0        | 0     | 0     | 0     | 0        | 0     | 0     | 0     | 0     | 0     | 0        | .000  | .000     |
| 福間納     | 58    | 25    | 23    | 1     | 1     | 0        | 0        | 0        | 1     | 0     | 0     | 0        | 2     | 0     | 0     | 0     | 7     | 1        | .043  | .043     |
| 福家雅明   | 8     | 3     | 3     | 0     | 0     | 0        | 0        | 0        | 0     | 0     | 0     | 0        | 0     | 0     | 0     | 0     | 3     | 0        | .000  | .000     |
| 藤原仁     | 9     | 1     | 1     | 0     | 0     | 0        | 0        | 0        | 0     | 0     | 0     | 0        | 0     | 0     | 0     | 0     | 0     | 0        | .000  | .000     |
| 益山性旭   | 8     | 1     | 1     | 0     | 1     | 1        | 0        | 0        | 2     | 0     | 0     | 0        | 0     | 0     | 0     | 0     | 0     | 0        | 1.000 | 1.000    |
| 御子柴進   | 4     | 1     | 1     | 0     | 0     | 0        | 0        | 0        | 0     | 0     | 0     | 0        | 0     | 0     | 0     | 0     | 0     | 0        | .000  | .000     |
| 山内新一   | 5     | 1     | 1     | 0     | 0     | 0        | 0        | 0        | 0     | 0     | 0     | 0        | 0     | 0     | 0     | 0     | 1     | 0        | .000  | .000     |
| 山本和行   | 33    | 12    | 9     | 0     | 2     | 0        | 0        | 0        | 2     | 2     | 0     | 0        | 3     | 0     | 0     | 0     | 2     | 0        | .222  | .222     |
| 合計       | 合計  | 5096  | 4414  | 731   | 1258  | 190      | 16       | 219      | 2137  | 708   | 60    | 21       | 141   | 33    | 448   | 31    | 624   | 95       | .285  | .356     |

## 入団・退団

### シーズン開幕前
| 支配下選手 | 支配下選手 | 支配下選手         | 支配下選手  | 支配下選手 | 支配下選手 | 支配下選手           | 支配下選手 |
| 登録       | 登録       | 登録               | 登録        | 抹消       | 抹消       | 抹消                 | 抹消       |
| No         | 選手名     | 前所属             | 区分        | No         | 選手名     | 去就                 | 区分       |
| 投手       | 投手       | 投手               | 投手        | 投手       | 投手       | 投手                 | 投手       |
| ---------- | ---------- | ------------------ | ----------- | ---------- | ---------- | -------------------- | ---------- |
| 15         | 嶋田章弘   | 箕島高             | ドラフト1位 | 15         | 稲葉光雄   | 野球解説者           |            |
| 24         | 佐藤秀明   | 日立製作所         | ドラフト2位 | 24         | 太田幸司   | 野球解説者           |            |
| 45         | ゲイル     | レッドソックス     | 新外国人    | 33         | 池内豊     | 横浜大洋ホエールズ   | トレード   |
| 53         | 斉藤直哉   | 城西大付川越高     | ドラフト外  | 43         | オルセン   | オリオールズ         |            |
| 60         | 山口重幸   | 岩倉高             | ドラフト6位 | 52         | 沢幡誠士   |                      |            |
| 捕手       |            |                    |             |            |            |                      |            |
| 27         | 嶋田宗彦   | 住友金属           | ドラフト4位 | 27         | 笠間雄二   | 二軍バッテリーコーチ |            |
| 内野手     |            |                    |             |            |            |                      |            |
| 6          | 和田豊     | 日本大学           | ドラフト3位 | 6          | 藤田平     | 野球解説者           |            |
|            |            |                    |             | 39         | 八木茂     |                      |            |
|            |            |                    |             | 67         | 外山雅則   |                      |            |
| 外野手     |            |                    |             |            |            |                      |            |
| 3          | 長崎啓二   | 横浜大洋ホエールズ | トレード    | 45         | 加倉一馬   |                      |            |
| 33         | 大野久     | 日産自動車         | ドラフト5位 |            |            |                      |            |

## ドラフト
出典：
| 順位 | 選手名   | ポジション | 所属           | 結果 |
| ---- | -------- | ---------- | -------------- | ---- |
| 1位  | 遠山昭治 | 投手       | 八代第一高     | 入団 |
| 2位  | 中野佐資 | 外野手     | 三菱重工横浜   | 入団 |
| 3位  | 服部裕昭 | 投手       | 浦安高         | 入団 |
| 4位  | 宮内仁一 | 外野手     | 徳島・池田高   | 入団 |
| 5位  | 吉田康夫 | 捕手       | 三菱自動車川崎 | 入団 |